# Рогачёв, Юрий Михайлович
Юрий Михайлович Рогачёв (род. 27 января 1928, Грязи, Тамбовская губерния) — советский хозяйственный, государственный и политический деятель.

## Биография
Родился в 1928 году в Липецкой области. Член КПСС.
С 1951 года — на хозяйственной, общественной и политической работе. В 1951—1996 гг. — инженер гидротехнических сооружений, старший прораб Тобольского и Тюменского участков Минстроя, начальник СМП-280 Минтрансстроя СССР, второй секретарь Тюменского горкома КПСС, заведующий отделом строительства обкома КПСС, первый секретарь Тюменского горкома КПСС, заместитель председателя Тюменского облисполкома, председатель, заместитель председателя комитета по строительству Тюменской областной администрации. 
Делегат XXIV съезда КПСС.